# Loïc Lagarde
Loïc Lagarde, né en novembre 1980 à Saint-Nazaire est un photographe de voyage français. Il vit à Paris et travaille dans le monde entier. Il est connu pour son style lumineux et coloré.

## Biographie
Arrière-petit-fils du champion cycliste Lucien Mazan, dit Petit Breton , Loïc Lagarde grandit au Croisic, à Nantes puis à Paris.
Après une scolarité au Lycée Carnot à Paris, il intègre l’École Nationale Supérieure de l’Électronique et ses Applications. Il commence sa carrière en tant qu’ingénieur chez GE Aerospace à Cincinnati. De retour à Paris, il participe au développement du jeu vidéo Empire of Sports.

### Carrière de photographe
Loïc Lagarde ouvre, en 2008, un compte Flickr sur lequel il poste ses photographies de voyage. C’est là qu’il est repéré, en 2012, par Airbnb, qui fait appel à ses services pour photographier les propriétés proposées à la location sur la plateforme. C’est au cours de cette expérience qu’il forge son style lumineux et coloré qui fait sa marque de fabrique.
Dans le même temps, Loïc Lagarde est exposé pour la première fois, en 2014, à La Folie Douce de Méribel . Il s’agit alors de l’exposition photo considérée comme la plus haute du monde.
Loïc Lagarde présente son travail sur son compte Instagram à partir de 2014. Il compte aujourd’hui plus de 600 000 abonnés sur ses différents réseaux sociaux.
En 2017, le photographe expose ses photos sur le pavillon français de l’Exposition internationale d’Astana 2017 au Kazakhstan. Une deuxième exposition de son travail intitulée Paris-Astana est organisée sur la même période à la Has Sanat Art Gallery, à Astana .
En 2018, il est sélectionné par le journal Harper’s Bazaar parmi les 20 comptes de photographes de voyages à suivre sur Instagram.
Il collabore avec de nombreux offices de tourisme régionaux et nationaux, en Europe et dans le monde entier . L’une de ses collaborations les plus notables s’est déroulée en Allemagne où il a photographié l’intégralité des sites inscrits au patrimoine mondial par l’UNESCO .
En 2022, il publie son premier livre Planète France avec Lonely Planet qui rassemble 200 photos prises dans toutes les régions de France . Une exposition, également intitulée Planète France et présentant 32 photos tirées du livre, est organisée à Bercy Village de janvier à mai 2023.
En 2024, une de ses photos du château de Chambord, réalisée au lever du jour, est sélectionnée par Microsoft pour faire partie des sept nouveaux fonds d’écrans proposés aux utilisateurs du système d’exploitation Windows dans le monde entier.
La même année, il publie un second ouvrage intitulé La France dans le Rétro, sur les routes de nos régions – paru aux Éditions Michelin. Le livre retrace un parcours photographique à travers douze itinéraires emblématiques du territoire français, parmi lesquels la Nationale 7, la Route Napoléon, la Route Jacques Cœur et la route des vins d’Alsace. Les photographies mettent en scène de voitures françaises de collection, produites entre les années 1950 et 1970, hommage aux Trente Glorieuses.

## Expositions
2014 : Méribel dans tous ses états – La Folie Douce de Méribel - France
2017 : Pavillon Français de l’Exposition 2017 Astana Khazakstan
2017 : Paris-Astana - Has Sanat Art Gallery, Astana Kazakhstan
2023 : Planète France – Bercy Village, Paris-France

## Ouvrages
Planète France (Lonely Planet, 2022)
La France dans le Rétro, sur les routes de nos régions (Éditions Michelin, 2024)

## Site externe
Site Officiel Loïc Lagarde